# Наташа Габер-Дамяновска
Наташа Габер-Дамяновска (на македонска литературна норма: Наташа Габер-Дамјановска) е видна юристка от Северна Македония, членка на Конституционния съд страната от 2013 до 2017 година.

## Биография
Родена е на 9 октомври 1962 година в град Скопие, тогава във Федеративна народна република Югославия, в семейството на видния юрист от Велес Стеван Габер и гъркинята Лела. Основно и средно образование завършва в родния си град. Завършва Юридическия факултет на Скопския университет „Кирил и Методий“ в 1985 година. От април 1985 година до октомври 2008 година работи в Института за социологически и политико-правни изследвания в Скопие. В 1990 година става магистър по политико-правни науки в Скопския университет с теза „Ролята на ПАСОК в социалистичкото движение на Република Гърция“ (Улогата на ПАСОК во социјалистичкото движење на Република Грција). В 1995 година защитава докторат в Института за социологически и политико-правни изследвания със заглавие „Мнозинството в системата на политическото и парламентарното взимане на решение“ (Мнозинството во системот на политичкото и парламентарното одлучување).
От 7 октомври 2008 година до 7 октомври 2017 година е съдия в Конституционния съд на Република Македония. Габер-Дамяновска не е в добри отношения с правителството на ВМРО-ДПМНЕ. 16 пъти съдийката подписва решенията на Конституционния съд с особено мнение. През септември 2016 година комисията за избор на съдия, който да замени Миряна Лазарова-Трайковска в Европейския съд по правата на човека в Страсбург, препоръчва Наташа Габер-Дамяновска като най-квалифициран съдия от страната. Парламентарното събрание на Съвета на Европа обаче избира Йован Илиевски, баджанак на шефа на Управлението за сигурност и контраразузнаване Сашо Миялков.
След края на мандата си в Конституционния съд Наташа Габер-Дамяновска се връща на работа в Института за социологически и политико-правни изследвания и от 24 януари 2018 година е временно изпълняваща длъжността директор на Института. В края на 2018 година е избрана за директор на Академията за съдии и прокурори „Павел Шатев“.